# Центральная Рижская тюрьма
Центральная Рижская тюрьма (латыш. Rīgas Centrālcietums) — самая большая тюрьма Латвии. Расположена в Риге на улице Маза Матиса, д. 5.

## История
Центральная Рижская тюрьма была открыта в начале XIX века.
Тюремный комплекс открыт в 1905 году, в том же году тюрьма подверглась нападению боевиков, которые, одевшись в жандармскую форму, смогли освободить несколько заключённых, приговорённых к смертной казни.
В дальнейшем (год не известен) имел место побег заключённого хозяйственной обслуги через крышу административного здания. Были и ещё несколько побегов — как через забор, так и через подкоп, а также четыре случая захвата заложников. В подкопах погибло из за осыпания песка 3 человека. Погибло и двое рабочих в глубокой яме, строивших канализацию на 3-м корпусе.
В 2010 году побег совершили четверо заключённых.

## Известные заключённые
- Александр Ванагс
- Альфред Розенберг
- Пётр Стучка
- Райнис
- Альфред Рубикс
- Янис Грантс